# 約翰·馬克·拉姆塞耶
約翰·馬克·拉姆塞耶（英語：John Mark Ramseyer，1954年—）是哈佛法学院一位專門研究日本法律的教授。  約翰·馬克·拉姆塞耶出生於美國芝加哥，父母是門諾會传教士。約翰·馬克·拉姆塞耶從小就在日本長大，會說一口流利的日語。18歲時返回美國讀書。1976年在歌神学院攻读日本史，1978年在密歇根大学攻读日本研究硕士学位。1982年赴哈佛法学院攻读法学博士学位。他曾在东京大学、一桥大学和东北大学等日本大学任教。1998年時前往哈佛法学院任教。2018年，他被日本當局授予旭日章。 
2021年，約翰·馬克·拉姆塞耶準備在國際法律經濟學評論上发表一篇名為《太平洋战争中的性交易》的論文，約翰·馬克·拉姆塞耶在論文中表示慰安妇是被公开招募的，而且許多慰安婦其實是妓女，她們是自願賣淫，並且與日軍簽訂賣淫合同。最終國際法律經濟學評論暫停發表約翰·馬克·拉姆塞耶的論文。